# 铼-187
錸-187（187Re）是一种铼的同位素。它是天然放射性同位素，半衰期416亿年，占天然铼的62.60%。它可用於錸鋨測年法。

## 衰变
187Re会通过β衰变变成187Os，半衰期长达416亿年。不过，完全电离的187Re75+的半衰期会大大缩短，只剩32.9年。187Re的β衰变能量（2.467 keV）是所有放射性同位素中第二低的，仅次于115In至激发态115Sn*的衰变，能量仅有0.147 keV。

## 历史
1931年，F.W.Aston发现天然铼由两种同位素组成，即185Re与187Re，后者更常见。1947年，科学家发现天然铼有放射性，其来自187Re的β衰变，而不是其中可能含有的杂质锝。

## 用处
187Re会通过β衰变变成187Os，因此可用于一种放射性定年法，即铼锇测年法中。铼与锇在岩石熔化、再结晶时的性质不同。在不存在铁的条件下，锇不会特别聚集在岩浆或固态矿物中，但铼会特别聚集在岩浆中。这使得铼会离开地幔来到地壳，而锇则会留在地幔。因此，铼锇测年法可用于研究矿物与岩浆的生成，以及地幔的流动。铼锇测年法还能够测定有机沉积物（如油砂、石油）的沉积及移动年代。此外，187Re衰变成187Os的系统也可用于测定宇宙年龄的下限。